# Tha Carter III
Tha Carter III è il sesto album del rapper statunitense Lil Wayne, uscito il 10 giugno 2008.
L'immagine di copertina, che presenta una foto da bambino di Lil Wayne, segue l'idea delle copertine di altri album di rapper americani quali Nas (Illmatic) e Notorius B.I.G. (Ready to Die). Tha Carter III ha venduto circa 3,5 milioni di copie negli USA e oltre 4 milioni di copie nel mondo.
Il disco viene considerato matrice di un cambio di stilistica nella musica afroamericana, ed è considerato dal pubblico generalista come una delle uscite più importanti della musica rap.

## Antefatti
Prima dell'uscita del disco, Lil Wayne ha affermato che tra i produttori ci saranno The Alchemist, Cool & Dre, Deezle, Jim Jonsin, Just Blaze, Kanye West, Mannie Fresh, The Runners, Scott Storch, Timbaland, Danja, Arash, e will.i.am.
In un'intervista con HipHopCanada.com, Solitair dei Black Jays ha affermato che lui e Cipha Sounds hanno prodotto una traccia per il nuovo lavoro di Lil Wayne (probabilmente riferendosi a Tha Carter III).
I Runners hanno affermato di avere prodotto tre tracce per Tha Carter III.
Lil Wayne ha rivelato di avere scritto una traccia per Eminem. Ha definito la canzone come "la più pazza"; ad ogni modo, Eminem ha declinato la sua proposta.
Tra i collaboratori ci sono Fabolous, T-Pain, Brisco, Bobby Valentino, Betty Wright, Static Major, Robin Thicke, Jay-Z, Juelz Santana, Kanye West e Busta Rhymes.
MTV ha riportato che Wyclef Jean ha lavorato su un paio di tracce dell'album e che probabilmente ci sarà anche una canzone con Nelly Furtado, Justin Timberlake e Timbaland. Tuttavia quest'ultima traccia non è stata inclusa nella versione finale dell'album. David Banner ha confermato di avere collaborato alla produzione di cinque tracce presenti sulla versione definitiva dell'album.
Anche Swizz Beatz ha affermato di avere lavorato per "Tha Carter III".
Lil Wayne ha confermato che nell'album ci sono tre buone tracce a cui ha collaborato Kanye West, e che anche alcune tracce di "The Leak" sono state prodotte da questo.

## Singoli
Il primo singolo ufficiale tratto dall'album è "Lollipop", che vede la partecipazione di Static Major.  Il singolo è stata la canzone che ha visto il debutto commerciale di Lil Wayne, rimanendo alla prima posizione della classifica americana Billboard 100 per cinque settimane non consecutive.
Il secondo singolo è "A Milli", che ha raggiunto la sesta posizione nella Billboard 100. Il video del secondo singolo, "A Milli", è stato lanciato a maggio negli Stati Uniti. Varie versioni di questa canzone, che vedevano la collaborazione di artisti come Tyga, Cory Gunz, Hurricane Chris and Lil Mama, sarebbero dovute apparire nell'album come "skit", tuttavia nessuna di queste è stata inclusa nella versione finale.
Il terzo singolo è "Got Money", che vede la collaborazione di T-Pain. La canzone ha raggiunto la 13ª posizione nella Billboard 100.
Il quarto singolo è "Mrs. Officer", che vede le collaborazioni di Bobby Valentino e Kidd Kidd; quest'ultimo, però, non viene accreditato per il suo lavoro svolto sulla canzone.

## Diffusione illegale su Internet
Dopo che buona parte dell'album venne diffusa illegalmente su Internet verso la metà del 2007, Lil Wayne ha utilizzato queste canzoni, oltre a altre quattro del tutto nuove per fare un EP intitolato The Leak. The Leak è uscito ufficialmente il 18 dicembre 2007, mentre l'uscita dell'album vero e proprio è stata posticipata al 10 giugno 2008. Lil Wayne ha detto riguardo a questo imprevisto: 
Il 30-31 maggio, l'intero Tha Carter III è stato divulgato illegalmente a livello internazionale. Il 30 maggio, 5 canzoni della tracklist sono state rese disponibili su Internet. Successivamente l'intero album poté essere scaricato gratis da vari siti. Il DJ responsabile della diffusione anticipata è stato DJ Chuck T.

## Classifiche
Avendo venduto il primo giorno circa 423 000 copie, negli USA l'album ha venduto 1 005 545 unità nella sola prima settimana. Dunque, l'album ha conquistato il maggior numero di copie vendute in una settimana da un album nel 2008 ed è anche stato il primo album a superare il milione di copie nella prima settimana dai tempi di The Massacre di 50 Cent, che è uscito nel 2005.
Tha Carter III ha immediatamente raggiunto la prima posizione anche nella Billboard Canadian Albums, avendo venduto circa 21,000 unità. Altrove, l'album ha conseguito un più contenuto successo,
esordendo alla 23ª posizione nella Official Albums Chart e alla 34ª nella Irish Album Chart.
Nella seconda settimana, ha venduto circa 309 000 copie, Tha Carter III è diventato l'album di Lil Wayne più venduto fino adesso.
Tha Carter III ha venduto circa 3,5 milioni di copie negli USA e oltre 4 milioni di copie nel mondo.

## Tracce
| #  | Titolo                                                                           | Autore                                                             | Produttore                      | Campionamenti                                              | Durata |
| -- | -------------------------------------------------------------------------------- | ------------------------------------------------------------------ | ------------------------------- | ---------------------------------------------------------- | ------ |
| 1  | "3 Peat"                                                                         | D. Carter, V. Brooks                                               | Maestro                         |                                                            | 3:19   |
| 2  | "Mr. Carter" (con Jay-Z)                                                         | D. Carter, A. Correa, M. Rodriquez, S. Prescott, S. Carter         | Andrews "Drew" Correa, Infamous |                                                            | 5:16   |
| 3  | "A Milli"                                                                        | D. Carter, S. Crawford, C. Hester                                  | Bangladesh                      | - “I Left My Wallet in El Segundo” di A Tribe Called Quest | 3:42   |
| 4  | "Got Money" (con T-Pain)                                                         | D. Carter, F. Najm, J. Salinas, O. Salinas                         | Play-n-Skillz, T-Pain           |                                                            | 4:05   |
| 5  | "Comfortable" (con Babyface)                                                     | D. Carter, K. West, K. Edmonds                                     | Kanye West                      |                                                            | 4:25   |
| 6  | "Dr. Carter"                                                                     | D. Carter, K. Dean, David A. Axelrod                               | Swizz Beatz                     | - "Holy Thursday" di David Axelrod                         | 4:24   |
| 7  | "Phone Home"                                                                     | D. Carter, A. Lyon, M. Valenzano                                   | Cool & Dre                      |                                                            | 3:12   |
| 8  | "Tie My Hands" (con Robin Thicke)                                                | D. Carter, R. Thicke                                               | Robin Thicke                    |                                                            | 5:19   |
| 9  | "Mrs. Officer" (con Bobby Valentino & Kidd Kidd)                                 | D. Carter, D. Harrison, R. Wilson                                  | Deezle                          |                                                            | 4:47   |
| 10 | "Let the Beat Build"                                                             | D. Carter, K. West                                                 | Kanye West, Deezle              | - "Day by Day" di Eddie Kendricks                          | 5:09   |
| 11 | "Shoot Me Down" (con D. Smith)                                                   | D. Carter, D. Smith                                                | D. Smith                        |                                                            | 4:30   |
| 12 | "Lollipop" (con Static Major)                                                    | D. Carter, S. Garrett, J. Scheffer, D. Harrison, R. Zamor          | Jim Jonsin, Deezle              |                                                            | 4:59   |
| 13 | "La La" (con Brisco & Busta Rhymes)                                              | D. Carter, L "DB" Banner, B. Mitchell, T. Smith                    | David Banner                    |                                                            | 4:21   |
| 14 | "Playing with Fire" (con Betty Wright)                                           | D. Carter, N. Warwar, J. Desrouleaux                               | StreetRunner                    |                                                            | 4:21   |
| 15 | "You Ain't Got Nuthin" (con Fabolous & Juelz Santana)                            | D. Carter, J. Jackson, A. Maman, L. James                          | The Alchemist                   |                                                            | 5:27   |
| 16 | "DontGetIt"                                                                      | D. Carter, R. Young, Mousa, B. Benjamin, G. Caldwell, S. Marcus    | Rodnae & Mousa                  | - "Don't Let Me Be Misunderstood" di Nina Simone           | 9:52   |
| 17 | "Lollipop (Remix)" (featuring Static Major & Kanye West) (bonus track di iTunes) | D. Carter, S. Garrett, J. Scheffer, D. Harrison, R. Zamor, K. West | Jim Jonsin, Deezle              |                                                            | 4:21   |
| 18 | "Prostitute 2" (bonus track di iTunes)                                           | D. Carter, V. Brooks                                               | Maestro                         |                                                            | 5:50   |

### Tracce dell'Edizione Deluxe con disco bonus
| # | Titolo                            | Produttore        | Campionamenti                                      | Durata |
| - | --------------------------------- | ----------------- | -------------------------------------------------- | ------ |
| * | "Action" (bonus track di Target)  | Deezle            |                                                    | 3:45   |
| * | "Whip It" (bonus track di Target) | Deezle            |                                                    | 6:01   |
| 1 | "I'm Me"                          | DJ Nasty & L.V.M. | - "Go DJ", "Fireman", "Hustler Musik" di Lil Wayne | 4:55   |
| 2 | "Gossip"                          | StreetRunner      | - "Stop in the Name of Love" di Margie Joseph      | 3:25   |
| 3 | "Kush"                            | Maestro           | - "Honey Wild" di Con Funk Shun                    | 3:42   |
| 4 | "Love Me or Hate Me"              | GX                |                                                    | 4:00   |
| 5 | "Talkin' About It"                | Infamous          |                                                    | 3:31   |